# Karl Brandt
Karl Franz Friedrich Brandt (Mülhausen (tegenwoordig Mulhouse), 8 januari 1904 – Landsberg am Lech, 2 juni 1948) was een Duitse arts en oorlogsmisdadiger. Hij was ook een Duitse officier en SS-Gruppenführer (generaal-majoor) en Generalleutnant in de Waffen-SS tijdens de Tweede Wereldoorlog. 
Hij was de persoonlijke lijfarts van Adolf Hitler, en vanaf 1939 het hoofd van het T-4-euthanasieprogramma van de nazi's. Hij was ook rijkscommissaris voor de gezondheid en gezondheidszorg.
De "genadedood" – met dit eufemisme omschreven de politieke leiders van het Derde Rijk de liquidatie van volgens hen "inferieure mensen": geestelijk en lichamelijk gehandicapten, blinden en doven, dorpsgekken én kinderen.
Dit kon vanzelfsprekend niet zonder de gestructureerde grootschalige medewerking van talrijke wetenschappers en artsen. Van december 1946 tot augustus 1947 stonden in Neurenberg dan ook 23 nazidokters terecht in een geruchtmakend tribunaal. Spilfiguur was Hitlers lijfarts dr. Karl Brandt.

## Levensloop
Brandt was officierszoon. In zijn jonge jaren gold de evenals hijzelf uit de Elzas afkomstige zendeling-arts Albert Schweitzer als zijn grote voorbeeld. Brandt werd dokter in 1928, lid van de NSDAP in 1932, lid van de SA in 1933 en lid van de SS in 1934. In 1943 kreeg hij de rang van majoor-generaal.
Al in 1933 werd over het hele Duitse Rijk de wet "ter preventie van erfelijk belaste voortplanting" afgekondigd, overeenkomstig de uitspraak van nazikopstuk Rudolf Hess: "nationaalsocialisme is toegepaste biologie". "Gezondheidsrechtbanken" bevalen sterilisatie onder dwang. In de kampen Auschwitz en Ravensbrück werden gruwelijke experimenten uitgevoerd, heel vaak met dodelijke afloop.
Begin 1940 ging het regime onder strengste geheimhouding over tot het "euthanasie"-programma: volwassenen (vaak door vergassing) én kinderen. Voor kinderen werden in totaal elf Kinderfachabteilungen - Speciale Afdelingen - opgericht. Alleen al in een psychiatrisch ziekenhuis in Wenen heeft men nauwkeurig geïnventariseerde resten gevonden (spierweefsel, hersenen, ruggenmerg) van zeshonderd kinderen die op deze wijze waren vermoord.

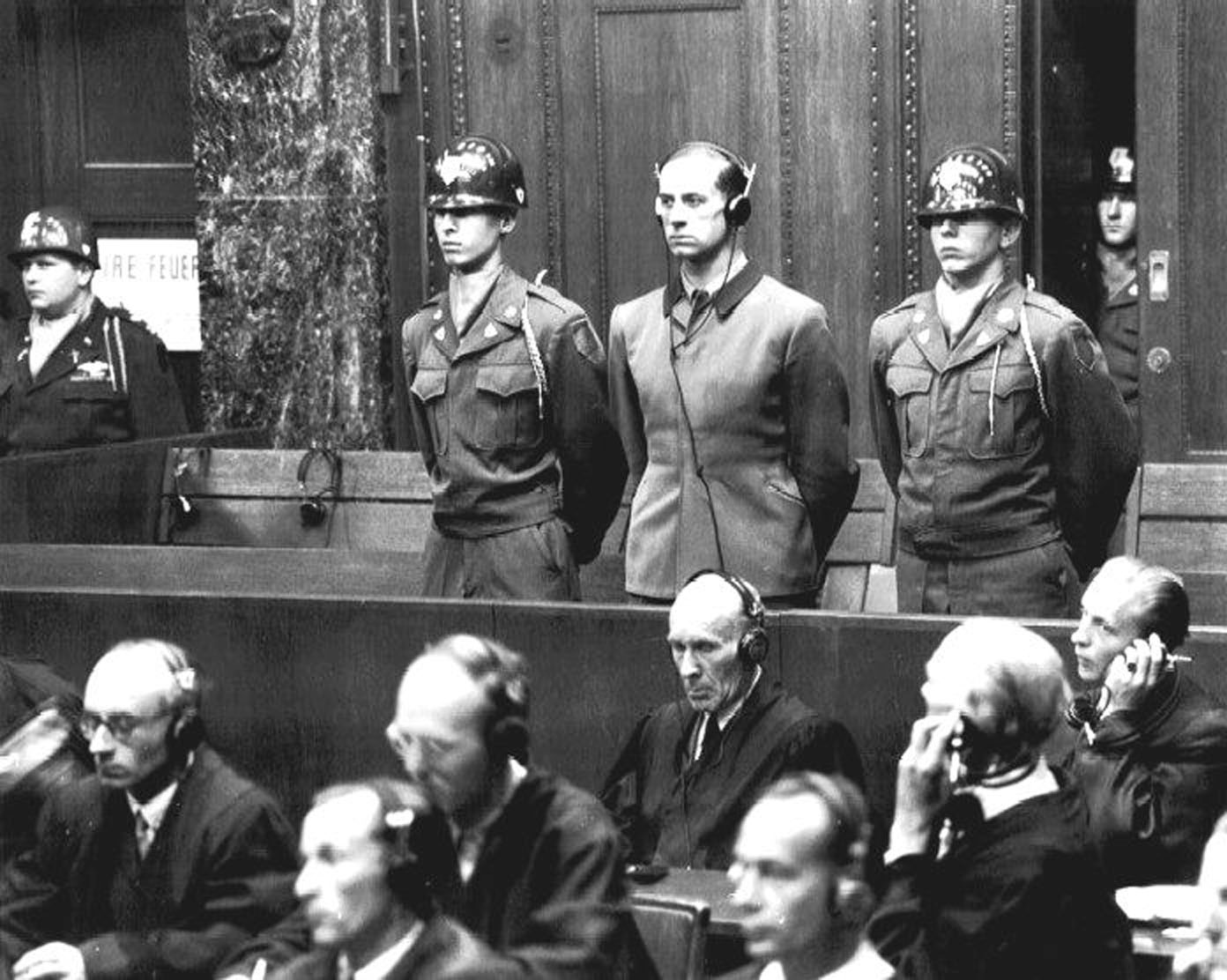
Karl Brandt tijdens het Artsenproces, 1946

Toch rees er, vaak van kerkelijke zijde, verzet wanneer deze praktijken onbedoeld aan het licht kwamen. Zo hield de katholieke bisschop van Münster, Clemens August von Galen, op 3 augustus 1941 in niet mis te verstane bewoordingen zijn donderpreek "Gij zult niet doden". Deze moedige houding had tot gevolg dat Hitler een (tijdelijke) inkrimping van het euthanasieprogramma verordende.
Spilfiguur in het web van de nazimedici was SS-Gruppenführer prof. dr. MEd. Karl Brandt, jarenlang lijfarts van Hitler. Zijn euthanasieteam had hij omgedoopt tot "Liefdadige Stichting voor Institutionele Zorg". Hij genoot de faam een uitstekend chirurg en een innemende man met een scherpe geest te zijn. Uit vele documenten blijkt dat hij zich nooit met de ethische kant van de orders van Hitler en Himmler bezighield.
Op 16 april 1945 werd Brandt door de Gestapo gearresteerd, omdat hij zijn gezin uit Berlijn had laten vertrekken om zich over te geven aan de Amerikaanse strijdkrachten. Hij werd op 23 mei 1945 onder arrest geplaatst door het Britse leger. Tijdens het daarop volgende Artsenproces in Neurenberg verklaarde hij: "Euthanasie is geen massamoord, maar genadedood, niets anders dan consequent doorgevoerde humaniteit." Op 19 augustus 1947 werd hij schuldig bevonden aan verschillende oorlogsmisdrijven en misdrijven tegen de menselijkheid, waaronder massamoord. Hij werd samen met zes anderen veroordeeld tot de dood door ophanging. De straf werd uitgevoerd op 2 juni 1948 in de gevangenis van Landsberg. Brandt werd 44 jaar oud. Hij is gecremeerd en de as is verspreid op een geheime plek. Andere bron vermeldt: Graven Duitse Oorlogsmisdadigers (Spöttinger Friedhof).

## Carrière
Brandt bekleedde verschillende rangen in zowel de Allgemeine-SS als Waffen-SS. De volgende tabel laat zien dat de bevorderingen niet synchroon liepen.
| Datum                            | Sturmabteilung                                    | Allgemeine-SS          | Waffen-SS                              | Heer                    | NSDAP            |
| -------------------------------- | ------------------------------------------------- | ---------------------- | -------------------------------------- | ----------------------- | ---------------- |
| 1 maart 1932 - Februari 1933     | SA-Arztleiter en Referent für Gas- und Luftschutz | —                      | —                                      | —                       | —                |
| 1933                             | SA-Obertruppführer                                | —                      | —                                      | —                       | —                |
| 29 juli 1934                     | —                                                 | SS-Anwärter            | —                                      | —                       | —                |
| 1 augustus 1934                  | —                                                 | SS-Mann                | —                                      | —                       | —                |
| Augustus 1934                    | —                                                 | SS-Truppführer         | —                                      | —                       | —                |
| 29 juli 1934                     | —                                                 | SS-Sturmführer         | —                                      | —                       | —                |
| 1 januari 1935                   | —                                                 | SS-Obersturmführer     | —                                      | —                       | —                |
| Juli 1935                        | —                                                 | —                      | —                                      | Gefreiter der Reserve   | —                |
| 13 september 1936                | —                                                 | SS-Hauptsturmführer    | —                                      | —                       | —                |
| November 1936                    | —                                                 | —                      | —                                      | Unterartz der Reserve   | —                |
| 9 november 1937                  | —                                                 | SS-Sturmbannführer     | —                                      | —                       | —                |
| 20 april 1939 - 1 september 1939 | —                                                 | SS-Obersturmbannführer | —                                      | —                       | —                |
| 20 april 1938                    | —                                                 | —                      | SS-Obersturmbannführer in de Waffen-SS | —                       | —                |
| 27 mei 1940                      | —                                                 | —                      | Oberfeldartz der Waffen-SS             | —                       | —                |
| 1 augustus 1942                  | —                                                 | —                      | SS-Standartenführer in de Waffen-SS    | —                       | —                |
| 3 september 1942                 | —                                                 | —                      | —                                      | Oberstarzt der Reserve  | —                |
| 30 januari 1943                  | —                                                 | SS-Brigadeführer       | Generalmajor in de Waffen-SS           | —                       | —                |
| 1 maart 1943                     | —                                                 | —                      | —                                      | Generalarzt der Reserve | —                |
| 5 september 1943                 | —                                                 | —                      | —                                      | —                       | Generalkommissar |
| 20 april 1944                    | —                                                 | SS-Gruppenführer       | Generalleutnant in de Waffen-SS        | —                       | —                |
| 25 augustus 1944                 | —                                                 | —                      | —                                      | —                       | Reichskommissar  |

## Lidmaatschapsnummers
- NSDAP-nr. 1 009 617[10][5][14] (lid geworden 1 maart[5] 1932[15][11])
- SS-nr.: 260 353[10][5][14] (lid geworden 29 juli[5] 1934[15][11])

## Decoraties
- Gouden Ereteken van de NSDAP op 30 januari 1943[10][5][1][21]
- Ehrendegen des Reichsführers-SS[10][15][18] op 1 maart 1938[1]
- SS-Ehrenring[10][15][18] op 11 mei 1936[1]
- Sportinsigne van de SA in brons[5][16] op 1 december 1937[1]
- Julleuchter der SS[10] op 16 december 1935[5][1]
- Ehrenwinkel der Alten Kämpfer[1]